# Selección de fútbol sala de Francia
La selección de fútbol sala de Francia, creada en 1997, es el equipo nacional que representa a Francia en las competiciones internacionales de fútbol sala masculino, bajo los auspicios de la Federación Francesa de Fútbol (FFF). Los jugadores se llaman tradicionalmente Les Bleus.
La selección se creó a finales de los años 90. Su creación dio lugar a la estructuración del fútbol sala en Francia. El equipo francés tardó en conseguirlo y no obtuvo resultados convincentes. A finales de 2017, Les Bleus se clasificaron para la primera competición internacional de su historia y la Eurocopa de 2018.
Djamel Haroun, el emblemático portero de la selección francesa, es el poseedor del récord de más partidos disputados. Una cifra que sigue impulsando en 2020. Alexandre Teixeira es el máximo goleador de la selección con 60 goles en otros tantos partidos.

## Estadísticas

### Copa Mundial de Futsal FIFA
| Copa Mundial de fútbol sala de la FIFA | Copa Mundial de fútbol sala de la FIFA | Copa Mundial de fútbol sala de la FIFA | Copa Mundial de fútbol sala de la FIFA | Copa Mundial de fútbol sala de la FIFA | Copa Mundial de fútbol sala de la FIFA | Copa Mundial de fútbol sala de la FIFA | Copa Mundial de fútbol sala de la FIFA |
| Año                                    | Ronda                                  | J                                      | G                                      | E                                      | P                                      | GF                                     | GC                                     |
| -------------------------------------- | -------------------------------------- | -------------------------------------- | -------------------------------------- | -------------------------------------- | -------------------------------------- | -------------------------------------- | -------------------------------------- |
| 1989                                   | No participó                           | No participó                           | No participó                           | No participó                           | No participó                           | No participó                           | No participó                           |
| 1992                                   | No participó                           | No participó                           | No participó                           | No participó                           | No participó                           | No participó                           | No participó                           |
| 1996                                   | No participó                           | No participó                           | No participó                           | No participó                           | No participó                           | No participó                           | No participó                           |
| 2000                                   | No clasificó                           | No clasificó                           | No clasificó                           | No clasificó                           | No clasificó                           | No clasificó                           | No clasificó                           |
| 2004                                   | No clasificó                           | No clasificó                           | No clasificó                           | No clasificó                           | No clasificó                           | No clasificó                           | No clasificó                           |
| 2008                                   | No participó                           | No participó                           | No participó                           | No participó                           | No participó                           | No participó                           | No participó                           |
| 2012                                   | No clasificó                           | No clasificó                           | No clasificó                           | No clasificó                           | No clasificó                           | No clasificó                           | No clasificó                           |
| 2016                                   | No clasificó                           | No clasificó                           | No clasificó                           | No clasificó                           | No clasificó                           | No clasificó                           | No clasificó                           |
| 2021                                   | No clasificó                           | No clasificó                           | No clasificó                           | No clasificó                           | No clasificó                           | No clasificó                           | No clasificó                           |
| 2024                                   | Cuarto lugar                           | 7                                      | 4                                      | 0                                      | 3                                      | 23                                     | 22                                     |
| Total                                  | 1/10                                   | 7                                      | 4                                      | 0                                      | 3                                      | 23                                     | 22                                     |

### Eurocopa de Fútbol Sala
| Eurocopa de Fútbol Sala | Eurocopa de Fútbol Sala | Eurocopa de Fútbol Sala | Eurocopa de Fútbol Sala | Eurocopa de Fútbol Sala | Eurocopa de Fútbol Sala | Eurocopa de Fútbol Sala | Eurocopa de Fútbol Sala |
| Año                     | Ronda                   | J                       | G                       | E                       | P                       | GF                      | GC                      |
| ----------------------- | ----------------------- | ----------------------- | ----------------------- | ----------------------- | ----------------------- | ----------------------- | ----------------------- |
| 1996                    | No participó            | No participó            | No participó            | No participó            | No participó            | No participó            | No participó            |
| 1999                    | No clasificó            | No clasificó            | No clasificó            | No clasificó            | No clasificó            | No clasificó            | No clasificó            |
| 2001                    | No clasificó            | No clasificó            | No clasificó            | No clasificó            | No clasificó            | No clasificó            | No clasificó            |
| 2003                    | No clasificó            | No clasificó            | No clasificó            | No clasificó            | No clasificó            | No clasificó            | No clasificó            |
| 2005                    | No clasificó            | No clasificó            | No clasificó            | No clasificó            | No clasificó            | No clasificó            | No clasificó            |
| 2007                    | No clasificó            | No clasificó            | No clasificó            | No clasificó            | No clasificó            | No clasificó            | No clasificó            |
| 2010                    | No clasificó            | No clasificó            | No clasificó            | No clasificó            | No clasificó            | No clasificó            | No clasificó            |
| 2012                    | No clasificó            | No clasificó            | No clasificó            | No clasificó            | No clasificó            | No clasificó            | No clasificó            |
| 2014                    | No clasificó            | No clasificó            | No clasificó            | No clasificó            | No clasificó            | No clasificó            | No clasificó            |
| 2016                    | No clasificó            | No clasificó            | No clasificó            | No clasificó            | No clasificó            | No clasificó            | No clasificó            |
| 2018                    | Fase de grupos          | 2                       | 0                       | 1                       | 1                       | 7                       | 9                       |
| 2022                    | No clasificó            | No clasificó            | No clasificó            | No clasificó            | No clasificó            | No clasificó            | No clasificó            |
| Total                   | 1/12                    | 2                       | 0                       | 1                       | 1                       | 7                       | 9                       |

## Jugadores
Convocatoria hasta el 30 de enero de 2022.
| Dorsal | Jugador               | Posición | Edad | Equipo               |
| ------ | --------------------- | -------- | ---- | -------------------- |
| 12     | Maarouf Kerroumi      | G        | 27   | Toulon ÉF            |
| 16     | Francis Lokoka        | G        | 28   | Nantes MF            |
|        | Louis Marquet         | G        | 28   | Étoile lavalloise FC |
| 5      | Youness Ahssen        | D        | 27   | UJS Toulouse         |
| 20     | Souheil Mouhoudine    | D        | 26   | ACCS                 |
| 2      | Sid Belhjad           | M        | 30   | Sporting Paris       |
| 17     | Steve Bendali         | M        | 27   | Nantes MF            |
| 18     | Michael de Sá Andrade | M        | 26   | UJS Toulouse         |
|        | Ayoub Saadaoui        | M        | 27   | Sporting Paris       |
| 11     | Landry N'Gala         | M        | 28   | ACCS                 |
| 13     | Mamadou Touré         | M        | 24   | Paris ACASA          |
| 14     | Mamadou Touré         | M        | 20   | ACCS                 |
| 7      | Ronny Zakedi          | A        | 32   | Paris ACASA          |
| 10     | Abdessamad Mohammed   | A        | 31   | CMB Matera           |
| 15     | Nicolas Menendez      | A        | 26   | Béthune Futsal       |